# Hladina moře

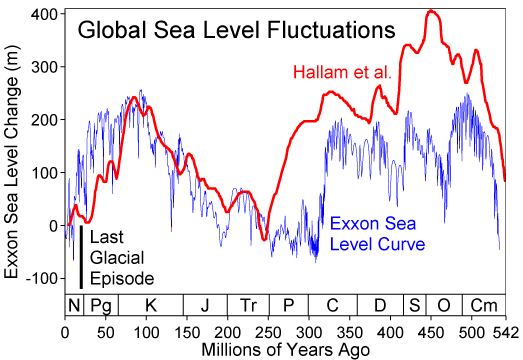
Podle rekonstrukcí byla v minulosti před mnoha milióny let většinou eustatická hladina moře výše než nyní a to i o stovky metrů.

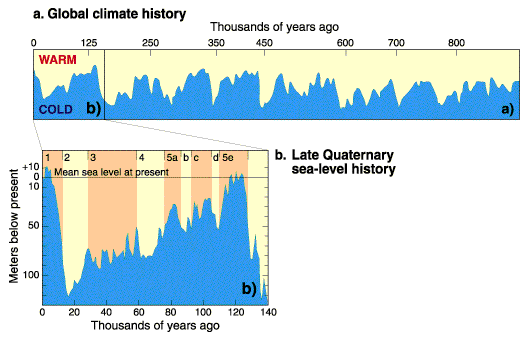
Teploty vzduchu a hladina moře v tisících letech před současností. V předchozí době zvané Eemský interglaciál byla hladina moře přibližné o 5 metrů výše než dnes.

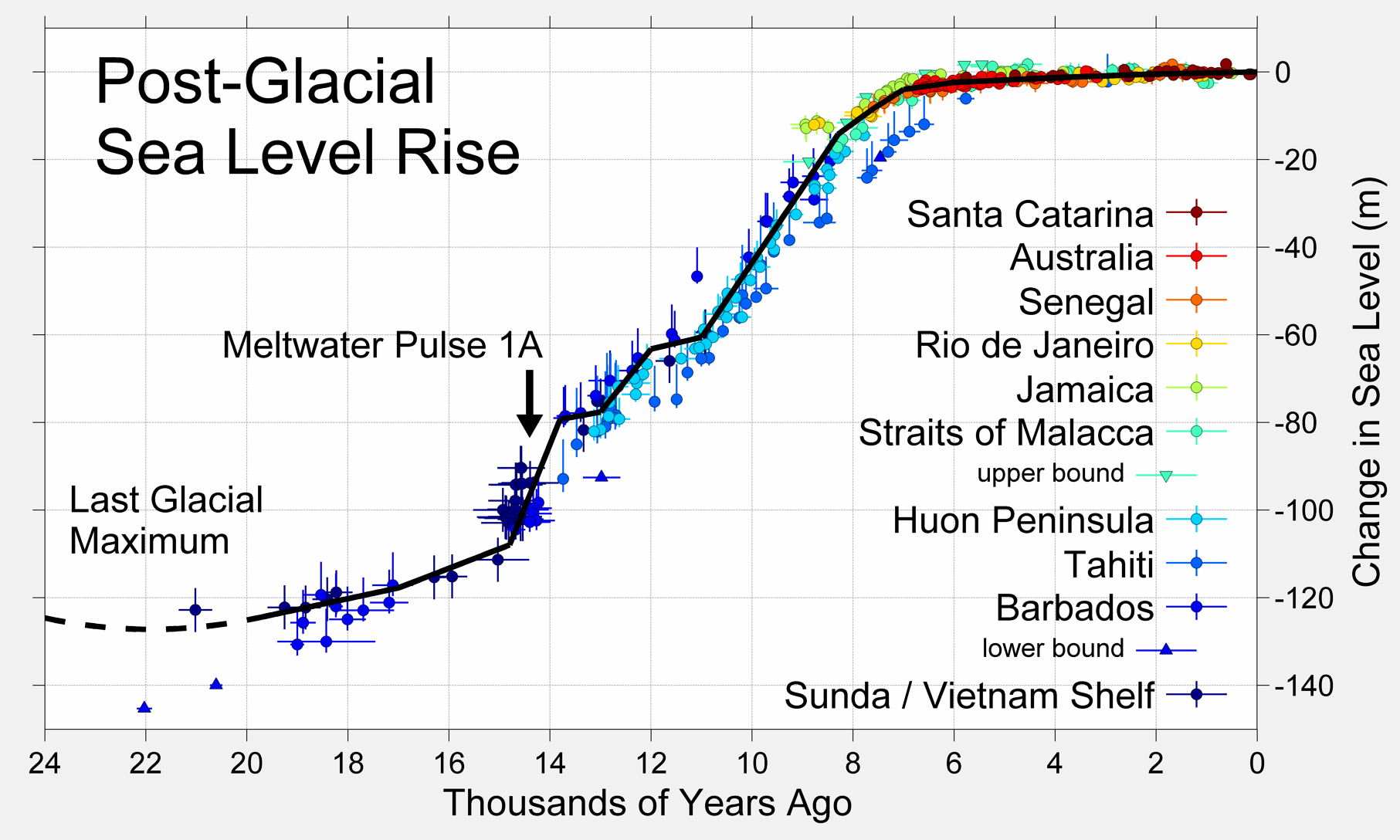
Nárůst eustatické hladiny moří po konci poslední doby ledové byl více než 100 metrů. (k rekonstrukci použita proxy data teplot a modely)

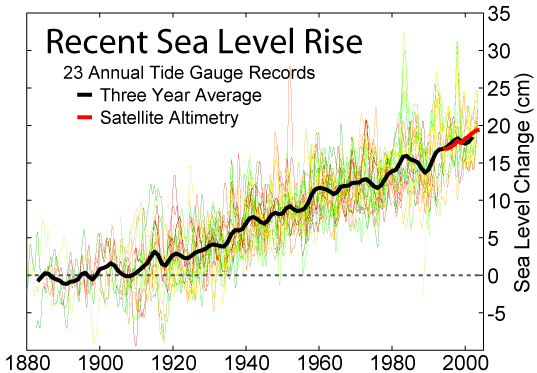
Vzestup mořské hladiny za posledních 120 let

Hladina moře je povrch světového oceánu. Tvoří rozhraní mezi oceánem a atmosférou Země.

## Druhy výšek hladiny moře
Hladina moře se udává různými způsoby:
- eustatická hladina moře (eustatic sea level, ESL) - vzdálenost od středu Země k hladině moře (nedá se měřit přímo a nemůže být brána jako fyzická hladina, ale jen jako indikátor klimatu)[1]
- relativní hladina moře (relative sea level, RSL) - relativní výška hladiny moře vůči pevnině (je ovlivňována i změnami výšky pevniny jako například postglaciální vzestup)

Za posledních 2000 let vzrostla na pobřeží USA relativní hladina moře o více než 2 metry, kdežto eustatická hladina moře se nezměnila o ±0,2 metru.
Dále existuje výška povrchu oceánu/moře (sea surface height, SSH), která je definována referenčnímu elipsoidu. a jejími anomáliemi (změnami).
Existují i lokální a dynamické hladiny moře.

## Střední hladina moře
Střední hladina moře (anglicky Mean sea level, zrkratka MSL) je průměrná úroveň hladiny moře během všech slapových a sezónních kolísání. Průměrná globální hladina moře během roku kolísá zhruba o 10 mm. Okamžitá hodnota hladiny kolísá vlivem slapů na volném moři o necelý metr. V topografii se střední hodnota užívá jako výchozí pro určování nadmořských výšek bodů v terénu. Tato plocha kopíruje (ovšem ne zcela přesně) plochu tzv. geoidu. Ten je na rozdíl od hladiny moře definován i na pevnině. Výška hladiny se určuje jako průměr získaný dlouhodobým měřením mareografem.
Nula mořského vodočtu je nulový bod stupnice vodočtu, na níž se dlouholetým pozorováním určuje střední hladina moře a její změny. Nula stupnice mořského vodočtu v Kronštadtu je základem geodetického referenčního systému na území České republiky – Výškový systém baltský – po vyrovnání (Bpv).

## Vývoj
Celosvětové pohyby hladiny moře jsou nazývány eustáze. Eustatické pohyby souvisí s utvářením a táním ledovců (glacieustatické pohyby). Za sterické se označují změny způsobené teplotní roztažností vody (termosterické) či změnou salinity (halosterické). Roztažnost byla na přelomu tisíciletí hlavním příspěvkem k nárůstu hladiny (ale nikoli v druhé polovině 20. století). Za izostatické se označují ty, které jsou způsobeny výzdvihem oceánského dna, vznikem mořských příkopů nebo pohyby kontinentů. Při kladných eustatických pohybech dochází k transgresi, při záporných eustatických pohybech dochází k regresi. Existuje i vztah k atmosférickému tlaku.
Na počátku archaika (prahor) bylo v zemské kůře, díky její vyšší teplotě (1900–3000 K), vázáno výrazně méně vody. Z tohoto důvodu vědci předpokládají, že rozsah světového oceánu byl výrazně větší, což mělo také vliv na složení atmosféry Země v té době a na tehdejší klima. Odhaduje se, že hladina moře byla před několika miliardami let o 1 až 2 km výše než je dnes. V minulosti mohla hladina moře stoupat i několik metrů za století. A před 100 milióny let (viz také křídové moře) přibližně o 200 metrů výše. Ještě v miocénu bylo moře Paratethys na Moravě. Ledovec sice před 60 miliony let mělo Transantarktické pohoří, ale masivní zalednění Antarktidy není tak staré. Vliv na hladinu moře mohla mít i tektonika, jejíž rychlost měnila množství vody (i dnes funguje koloběh vody do zemského pláště). Na konci poslední doby ledové před zhruba 14 tisíci lety hladina stoupala rychlostí zhruba 4 metry za století, což je řádově rychleji než je nárůst hladiny za poslední století.

### Současný vzestup hladiny
Od roku 1993 (počátku satelitních měření) do roku 2010 činil průměrný nárůst hladiny oceánů 2,6–2,9 ± 0,4 mm za rok s průměrným zrychlením 0,013 ± 0,006 mm[ve zdroji nenalezeno] za rok. V letech 1993–2017 rostla hladina průměrně o 3,1 mm za rok a v letech 2005–2017 o 3,8 mm za rok (z čehož přírůstek vody dává 2,5 mm za rok a teplotní roztažnost 1,1 mm za rok). Od začátku pozemních měření v roce 1870 byl zaznamenán souhrnný nárůst hladiny moří o 195 mm. Vzestup hladiny oceánů se projevuje výrazněji pomaleji, než nárůst globální průměrné teploty – už dosavadní vzestup teploty o 1 K v dlouhodobém horizontu povede k nárůstu hladiny oceánů o přibližně 2,3 m s možným odstupem až 2000 let; za předpokladu scénáře vysokých emisí – vysokého nárůstu teplot však může narůst až o 7 metrů do roku 2500.